# Adon de Vienne
Pour les articles homonymes, voir Adon (homonymie).
Adon (en latin Ado Viennensis), né dans le Gâtinais ou dans le diocèse de Sens, vers l'an 799, mort le 16 décembre 875 à Vienne, est un chroniqueur et archevêque de Vienne, saint de l'Église catholique.
Il ne doit pas être confondu avec Adon (600-670), fondateur du monastère de Jouarre.

## Biographie
Issu d'une famille noble, il naît aux environs de l'année 799.
Il est envoyé encore enfant à Sigulfe, abbé de Ferrières, pour son éducation. Il se rend ensuite auprès de Marcward, abbé de Prüm près de Trèves, pour parfaire son éducation et y enseigner. Après la mort de cet abbé en 853, Adon se rend à Rome où il demeure près de cinq ans, puis à Ravenne. L’archevêque de Lyon, Remy, lui donne la paroisse de Saint-Romain près de Vienne. Il est élu l'année suivante archevêque de Vienne et consacré en août ou septembre 860, malgré l'opposition du comte Girart de Roussillon et de sa femme Berthe. Il participe au concile de Tousy, près de Toul en Lorraine, le 22 octobre 860, et à plusieurs autres. Il tient un concile à Vienne, en 870, concernant les privilèges monastiques.
Après sa mort le 16 décembre 875, son corps est inhumé dans l'église des Apôtres, appelée actuellement église Saint-Pierre, le lieu ordinaire de la sépulture des archevêques de Vienne.

## Célébration
Il est fêté le 16 décembre,.

## Publications
Adon a rédigé 

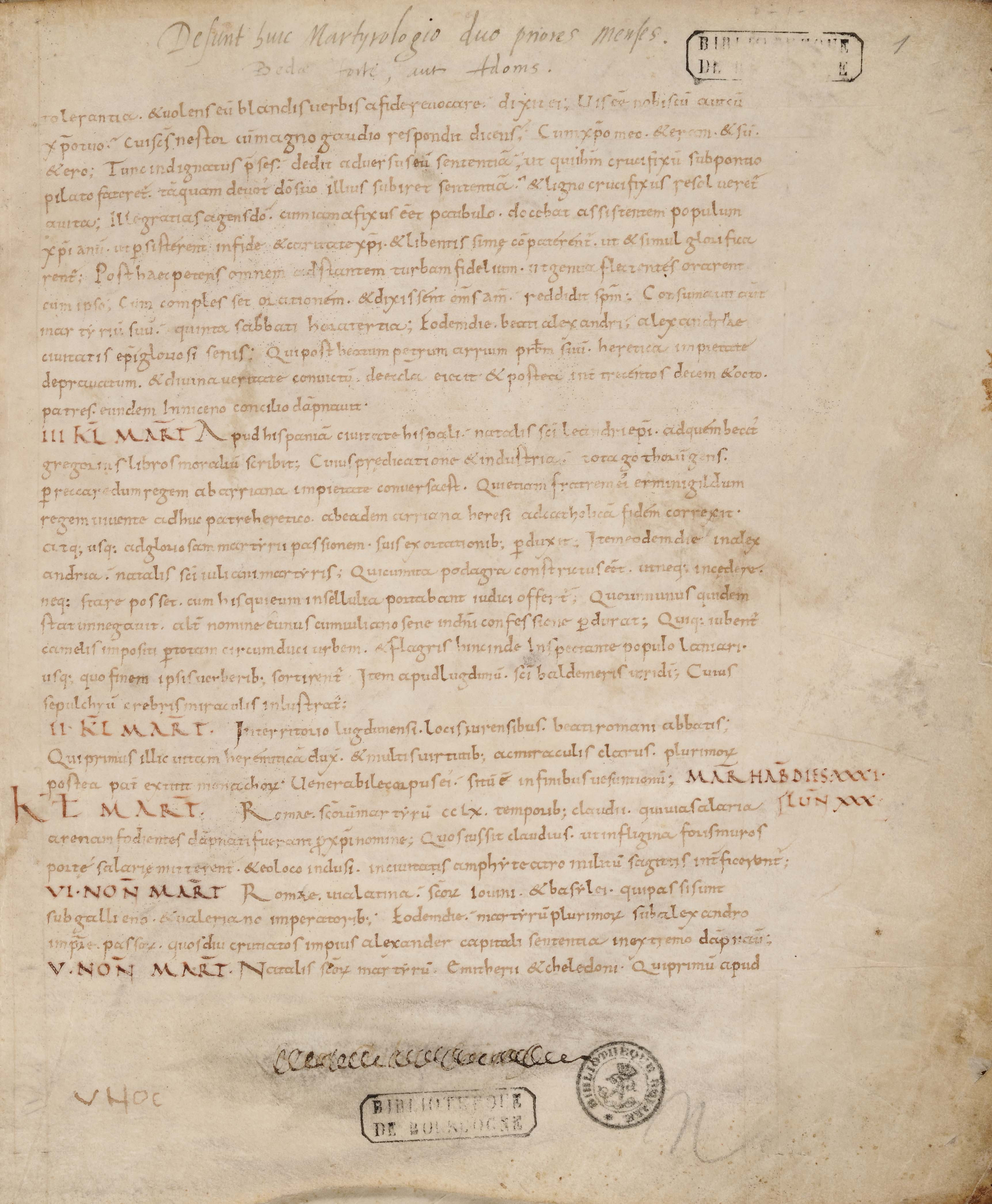
Martyrologe d'Adon, manuscrit du IXe siècle de la Bibliothèque royale de Belgique

- une Chronique universelle [6] depuis le commencement du monde (ou plutôt la création d'Adam) jusqu'à la fin de la vie de l'auteur (874) ;
- un Martyrologe inspiré d'un ouvrage trouvé à Ravenne en 858 ;
- l'Histoire du martyre de saint Didier, évêque de Vienne ;
- la Vie de saint Theudère, fondateur de l'abbaye de Saint-Chef, dans le Dauphiné.